# Сьюдад-Пемекс
Сьюдад-Пемекс (исп. Ciudad Pemex), чаще просто Пемекс (исп. Pemex) — небольшой город в Мексике, в штате Табаско, входит в состав муниципалитета Макуспана. Численность населения, по данным переписи 2020 года, составила 4601 человек.

## Общие сведения
Поселение было основано в 1958 году как рабочий посёлок при нефте-газоперерабатывающем заводе компании PEMEX, по названию которой и назвали город. В нём расположились административные здания завода, а также военный аэродром, для охраны завода.
Город расположен в 18 км северо-восточнее административного центра, города Макуспана, и в 60 км восточнее столицы штата, города Вильяэрмоса.

## Население
| Год  | Численность | Численность |
| ---- | ----------- | ----------- |
| 2000 | 5892        | [ 6 ]       |
| 2005 | 5752        | [ 7 ]       |
| 2010 | 5822        | [ 8 ]       |
| 2020 | 4601        | [ 9 ]       |